# Regat
În politică regatul este un stat în care regimul de guvernare este regalitatea⁠(fr)[traduceți], iar șeful statului este un rege. Șeful guvernului poate fi altcineva decât regele.

## Regate contemporane

### Africa
- Regatul Eswatini
- Regatul Maroc
- Regatul Lesotho

### America
- Canada
- Bahamas
- Grenada
- Jamaica
- Saint Kitts și Nevis
- Saint Lucia
- Saint Vincent și Grenadinele

### Asia
- Bhutan
- Regatul Cambodgia
- Malaysia
- Regatul Thailandei
- Japonia

#### Orientul Mijlociu
- Regatul Arab Saudit
- Regatul Iordaniei
- Regatul Bahrain

### Europa
- Regatul Unit (în trecut Regatul Angliei, Regatul Scoției)
- Regatul Țărilor de Jos
- Regatul Belgiei
- Regatul Spaniei
- Regatul Danemarcei
- Regatul Suediei
- Regatul Norvegiei

### Oceania
- Australia
- Noua Zeelandă
- Papua Noua Guinee
- Insulele Solomon
- Regatul Tonga